# Calicô

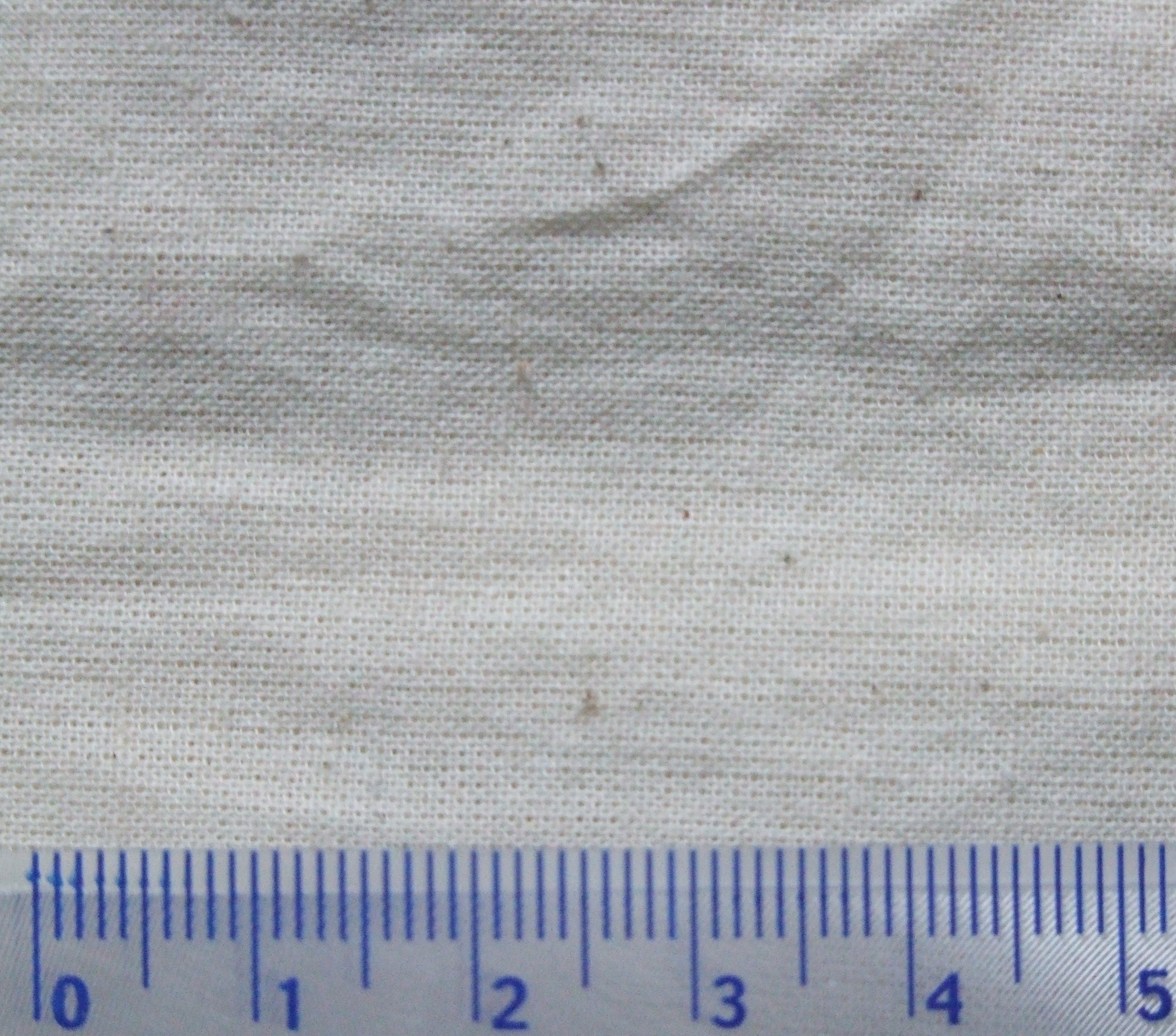
Calicô

Calicô ou Calicó é um tecido grosseiro de algodão, fabricado na Índia.   
Era o principal produto têxtil da cidade de Calecute, já sendo comerciado com os mercadores da Península Arábica, desde o séc. VII. Ulteriormente, durante o período colonial, assumiu-se como uma das mais destacadas importações da região para Inglaterra, graças à  Companhia das Índias Orientais.

## Etimologia
O substantivo «calicó» entra na língua portuguesa por via do francês «calicot», que por seu turno tem origem no topónimo Calecute, cidade indiana, onde aportou Vasco da Gama, na primeira viagem à índia.